# Пелымский Туман
Пелы́мский Тума́н — проточное озеро на Западно-Сибирской равнине, самое большое озеро в Свердловской области России. Расположено в Гаринском городском округе, к юго-востоку от деревни Шантальской и примерно в 20 км севернее села Ерёмино.

## География
Это естественный водоём, образованный разливом реки Пелым, которая впадает в него на западе и вытекает в юго-восточной части озера двумя рукавами, имеющими самостоятельное название: реки Большой Пелым и Малый Пелым. С юга в озеро впадает несколько малых рек, наиболее крупная из них — Елмыс. Озеро мелководное, со множеством протяжённых отмелей. Отметка уреза воды 59,1 м, по другим данным 67,8 м над уровнем моря.

## Гидрология
Площадь водосбора 12 400 км². Площадь самого озера сильно меняется в зависимости от времени года: весной в половодье озеро разливается, при этом его длина может доходить до 45 км, в летнюю межень мелеет, и к осени она составляет 15‒20 км. Ширина озера до 5 км. Дно илистое, в восточной части есть песчаные участки. Озёрная вода чистая, мягкая.

## Охранный статус
С 2010 года озеро входит в состав одноимённого ландшафтного заказника регионального значения. Кроме акватории озера, в состав заказника входят окружающие леса на землях государственного лесного фонда — в кварталах 129, 130 Вагильского участка Вагильского участкового лесничества, кварталах 17 — 20, 31, 41 — 44, 46, 58, 59, 64 — 68, 70 Ерёминского участка Пелымского участкового лесничества государственного учреждения Свердловской области «Гаринское лесничество». Площадь заказника 26966 га. Охрана его осуществляется Дирекцией по охране государственных зоологических охотничьих заказников и охотничьих животных в Свердловской области.
Заказник входит в состав ключевой орнитологической территории Озёрный комплекс «Пелымский Туман», включающей также несколько более мелких озёр в окрестностях, долины рек Пелым, Летняя, Вона и прилегающие к ним участки лесов и болот. Международное значение эта территория имеет как важное место остановок пролётных водоплавающих и околоводных птиц, в том числе там обитают занесённые в Красные книги России и Свердловской области: краснозобая казарка, лебеди, чёрный аист, орлан-белохвост, и другие. Там же находится одно из наиболее важных в Свердловской области мест гнездования коростеля.
Водоём является местом нереста и нагула многих видов рыб: щуки, окуня, язя, чира, карася.